# Ansgar Maria van Treeck

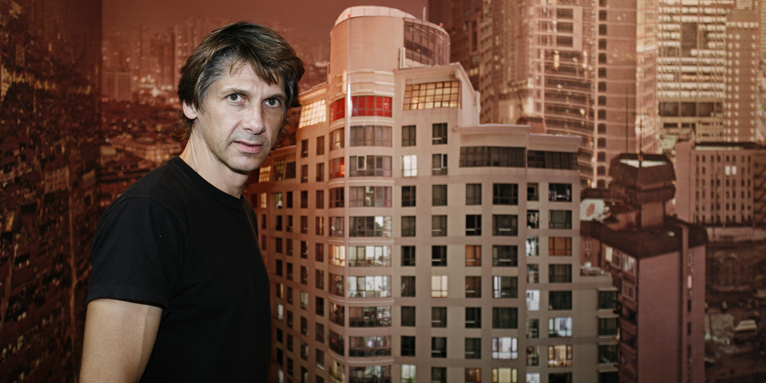
Ansgar Maria van Treeck vor seiner Installation 28 floor im Künstlerverein Malkasten, Düsseldorf

Ansgar Maria van Treeck (* 14. November 1957 in Ratingen-Tiefenbroich bei Düsseldorf) ist ein deutscher Fotograf.

## Biografie
Nach dem Abitur am Theodor-Heuss-Gymnasium (1978) und einer Lehre als Kunstschmied (1979 bis 1981), studierte van Treeck Innenarchitektur an der Fachhochschule Düsseldorf (heute: Hochschule Düsseldorf) bei Ellen Birkelbach und Wolf Gerischer (1988). Seit 1984 ist van Treeck als freier Fotograf tätig. Er lebt und arbeitet in Düsseldorf.

## Fotografisches Werk

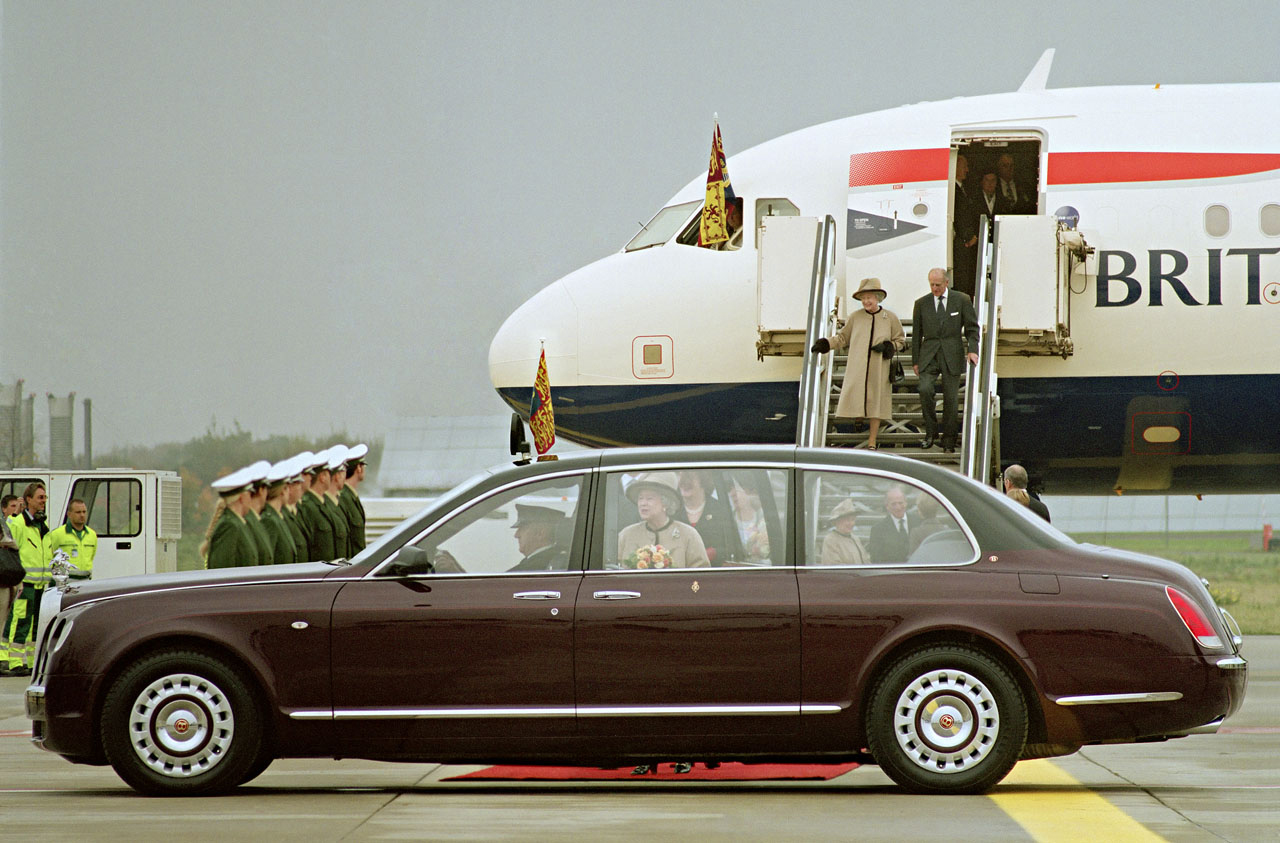
Queen Elisabeth II, Düsseldorf 2005, 219 × 145 cm, Pigmenttinte auf Canvas und Keilrahmen

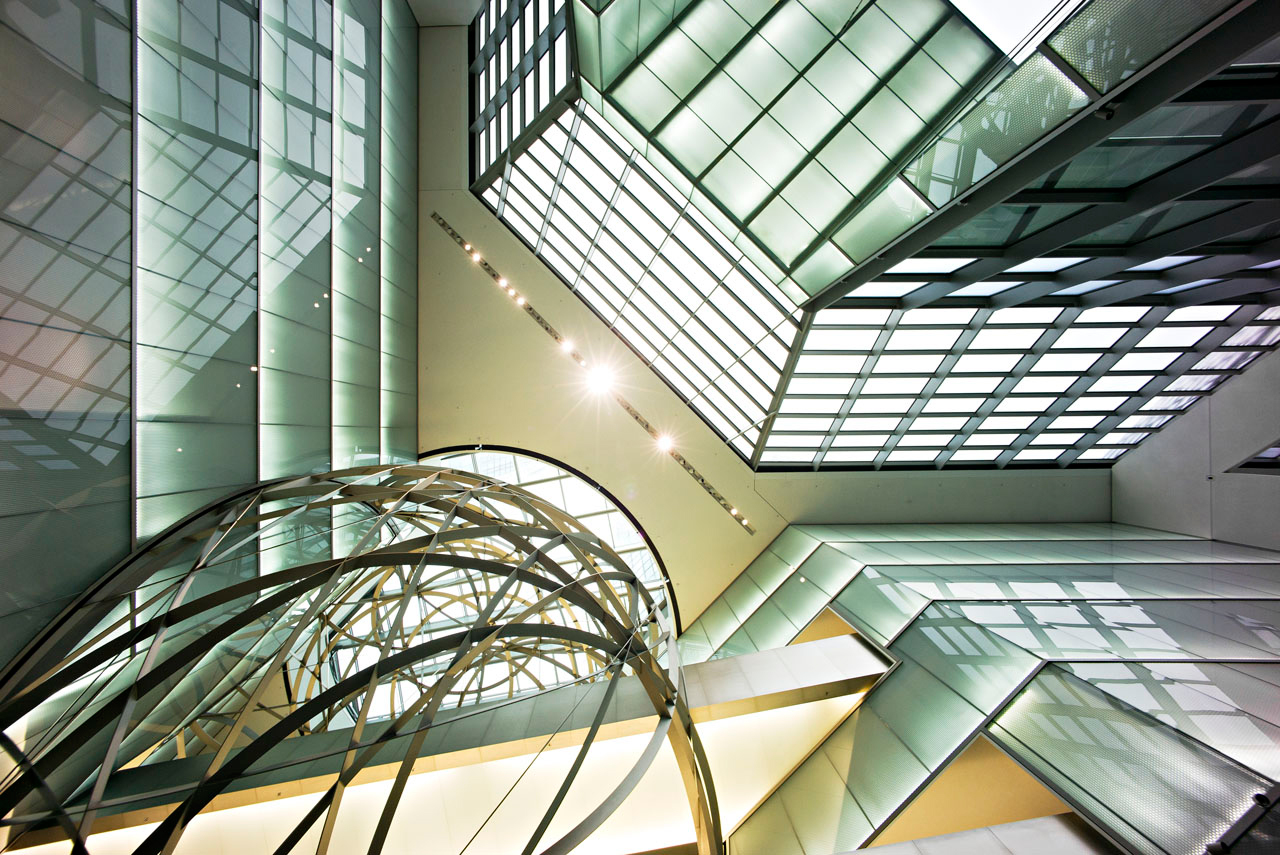
Deutsche Bank, Frankfurt 2013

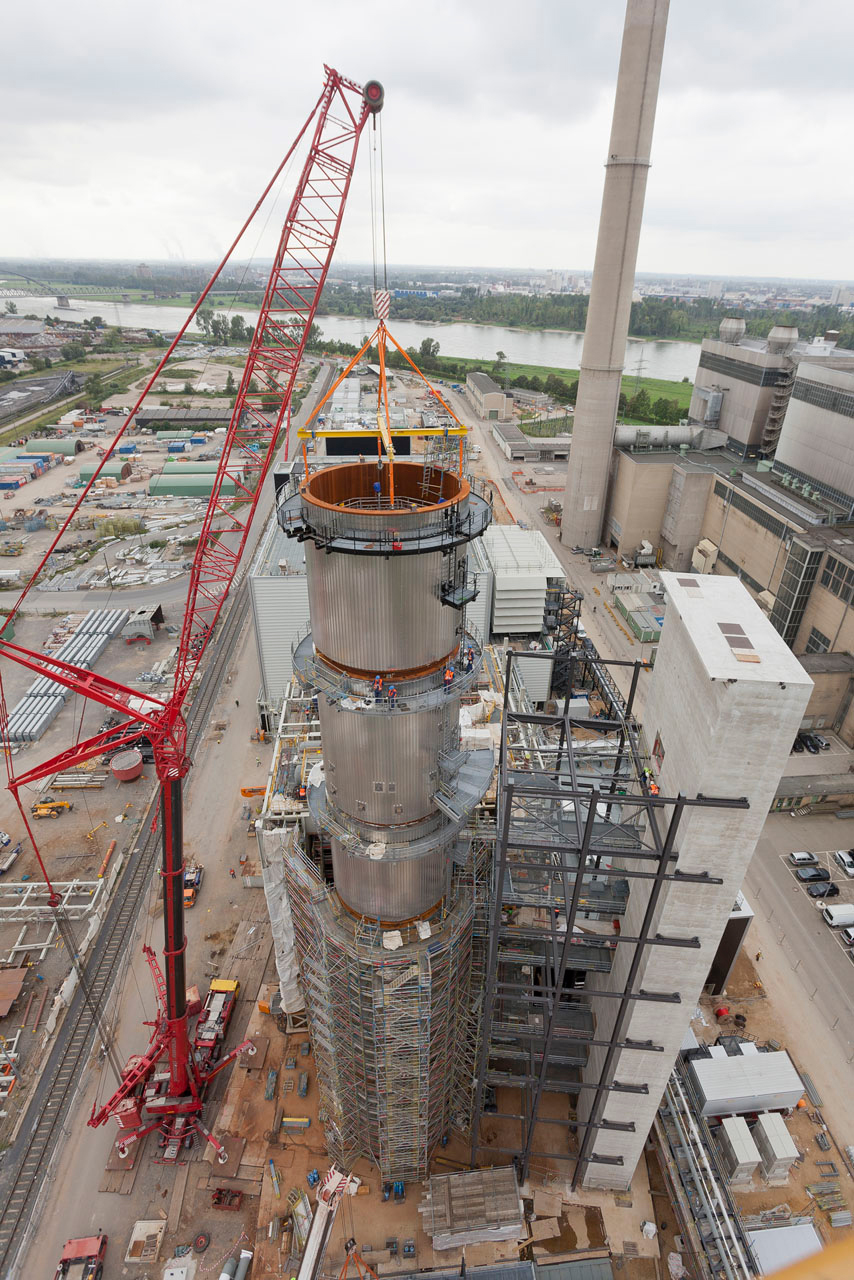
Baudokumentation Häuser in Bewegung, Kraftwerk Lausward, Düsseldorf 2014

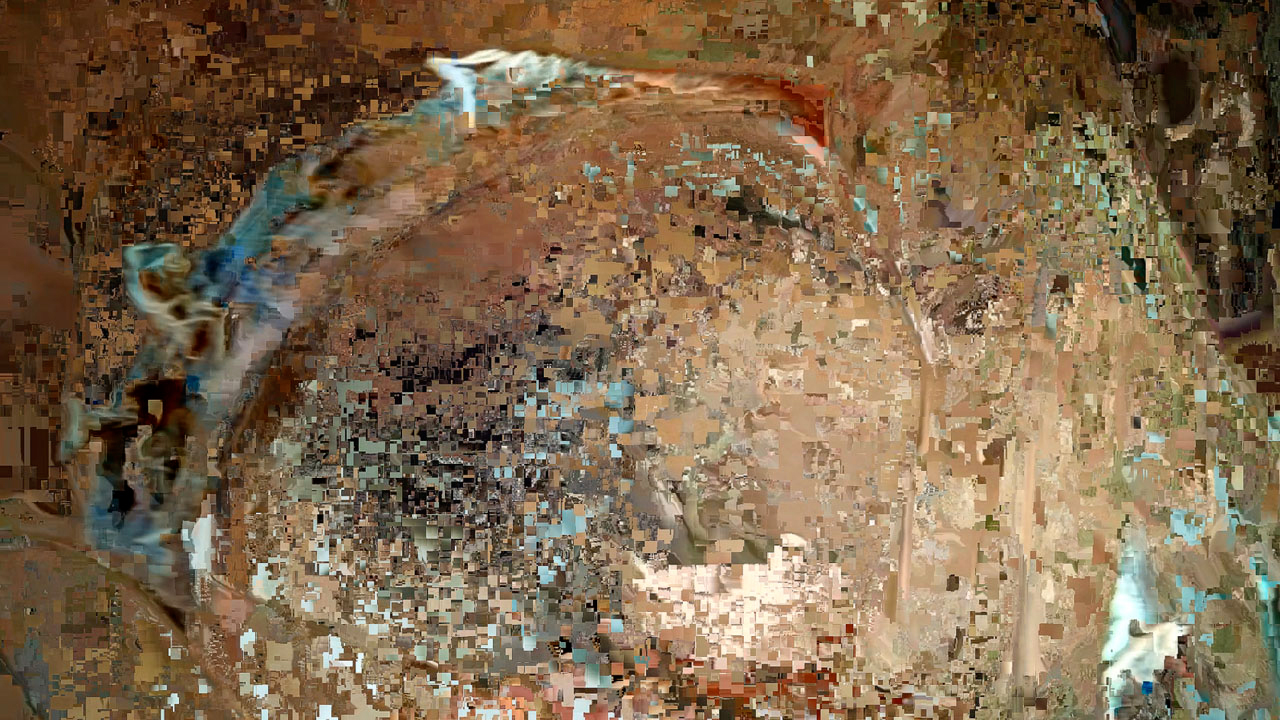
Screenografie Serie 01, lumiére d´inondation eclipse, Werk Nr. 111030-30, Pigmenttinte auf Canvas und Keilrahmen, Auflage verschiedene Größen

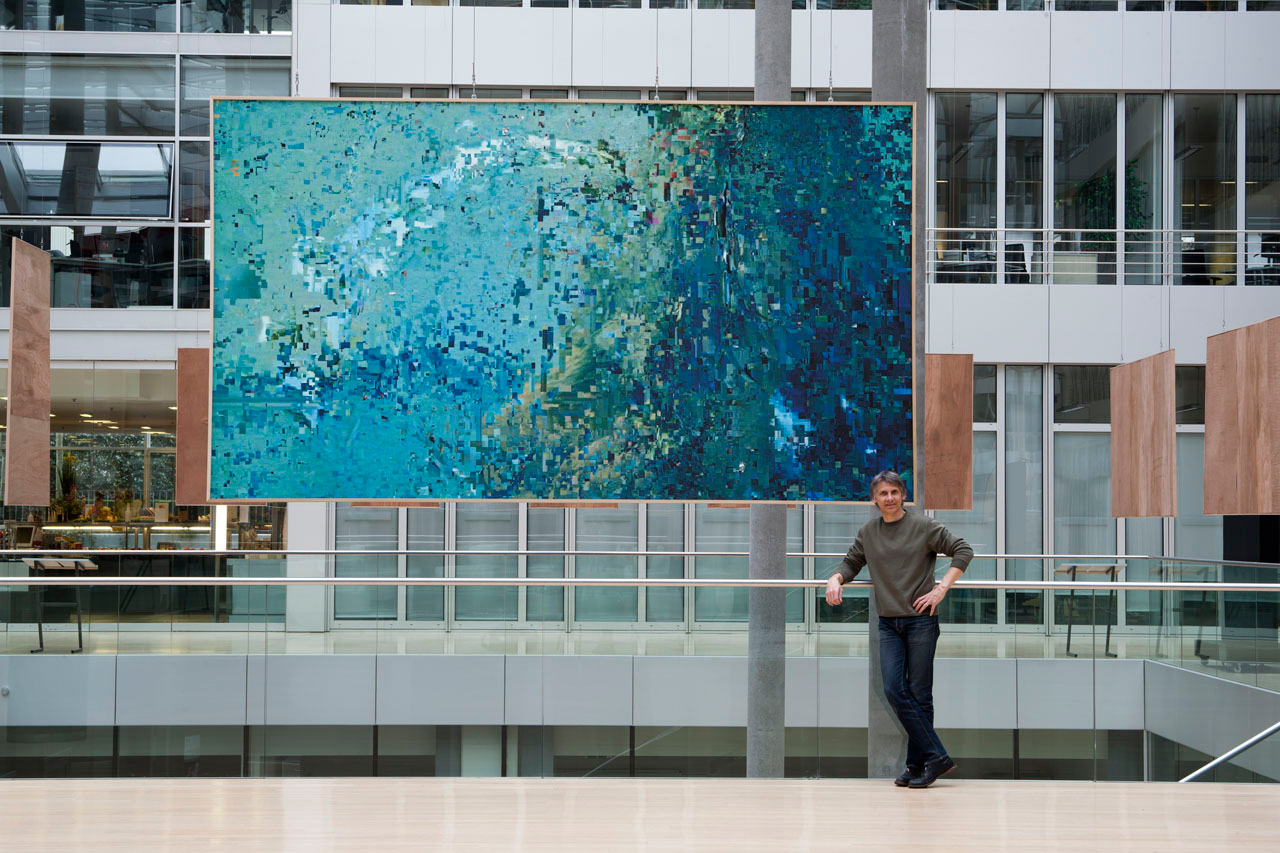
Ausstellung im Haus der Ärzteschaft, Düsseldorf 2012

Zu van Treecks Schwerpunkten zählen Kunst-, Dokumentations- und Architekturfotografie. Seit Ende der 1980er Jahre experimentiert er mit Foto-Großinstallationen und Formaten bis zu 150 Quadratmetern. In den 1990er Jahren realisiert er mehrere Projekte in Zusammenarbeit mit dem Künstler und Fotografen Charles Wilp. Seit Anfang der 1990er Jahre befasst van Treeck sich mit der fotografischen Dokumentation von Bauprojekten, die er in Form von Bildbänden publiziert (Projekt: Häuser in Bewegung). Die Herausgabe erfolgt seit 2006 in dem von ihm gegründeten Frank Eyes Verlag. 2007 übernimmt van Treeck die künstlerische Leitung und konzeptionelle Ausführung für die auf Schloss Augustusburg in Brühl (UNESCO-Welterbestätte) stattfindende Ausstellung Eine Republik rollt den Teppich aus (2008). 2009 entwickelt er die Screenografie, eine digitale Fototechnik, bei der analog zu den Fotogrammen von Man Ray und László Moholy-Nagy, das fotografische Bild ohne Kamera entsteht und direkt von der Oberfläche eines Monitors abgenommen wird. Seit 2010 beschäftigt er sich vermehrt mit bewegten Bildern und generiert Kunstvideos und Videoinstallationen aus einzelnen Fotografien.
Van Treecks künstlerisches Werk dockt an der Dokumentations- und Pressefotografie an. Erfahrungen im Mediengenre sammelte er bereits in den 1980er und 1990er Jahren, als er Fotoreportagen für Printmedien (unter anderem ZEITmagazin, VDI-Magazin) produzierte.
Zu den bekanntesten Arbeiten van Treecks gehören Papst Benedikt XVI, Wladimir Putin und Queen Elisabeth II aus der Serie ... und ein Moment ist für mich.

## Schauspielerische Tätigkeit
Als Gründungsmitglied von Theater Wir war Ansgar Maria van Treeck seit 1977 an über 70 Bühnenproduktionen beteiligt.

## Ausstellungen (Auszug)
- 1994: Kunstmuseum Düsseldorf
- 2002: S-KAACC ABTO ABTOCAAOH, Moskau
- 2003: Landtag Nordrhein-Westfalen, Düsseldorf
- 2004: Galerie Ralf Plein, Düsseldorf
- 2004: Galerie im Kinderspielhaus, Düsseldorf
- 2005: Kunstraum der Künstlervereinigung Langenfeld e.V., Düsseldorf
- 2006: Galerie KunstWerk, Kevelaer
- 2007: GEA Center, Bochum
- 2007: Künstlerverein Malkasten, Düsseldorf
- 2008: UNESCO-Welterbestätte Schloss Augustusburg, Brühl
- 2008: KünstlerLoge, Ratingen
- 2009: Deutsches Haus, New York
- 2010: Stadtmuseum, Köln
- 2010: Galerie „ohne titel“, Düsseldorf
- 2011: Malkasten, Düsseldorf
- 2011: Reiss-Engelhorn-Museum, Mannheim
- 2012: Haus der Ärzteschaft, Düsseldorf
- 2012: Ulmer Höh, Düsseldorf
- 2013: Museum Kunstpalast, Düsseldorf
- 2013: BLB Eduard-Schulte-Straße, Düsseldorf
- 2014: Galerie plan d, Düsseldorf
- 2014: Finanzamt, Düsseldorf
- 2014: KunstAcker144, Düsseldorf
- 2015: Schloss Kalkum, Düsseldorf
- 2015: KünstlerLoge, Ratingen
- 2015: Malkasten, Düsseldorf
- 2016: rwi4, Düsseldorf
- 2016: Schloss Schönhausen, Berlin
- 2016: Christuskirche, Düsseldorf
- 2016: Galerie „ohne titel“, Düsseldorf
- 2016: Schloss Augustusburg, Brühl

## Baudokumentationen
- Haus der Ärzteschaft, Düsseldorf
- Automeile Höherweg, Düsseldorf
- ISS Dome, Düsseldorf
- CityPalais, Duisburg
- VDI Airport City, Düsseldorf
- Landeskriminalamt NRW, Düsseldorf
- AachenMünchener Versicherung, Aachen
- Xella International, Duisburg
- Grafental, Düsseldorf,
- Dreischeibenhaus, Düsseldorf
- Kraftwerk Lausward, Düsseldorf

## Bildbände
- Ratingen von oben, Ratinger-Wochenblatt-Verlagsgesellschaft mbH 1986, ISBN 3-9801385-0-X
- Stunksitzung, Verlag Kiepenheuer & Witsch, Köln 2003, ISBN 3-462-03541-X
- Haus der Ärzteschaft - Einheit in Vielfalt, Frank Eyes Verlag 2005, ISBN 3-00-017735-3
- Jeck in Orange, Frank Eyes Verlag 2006
- Jeck in Orange Vol. II, Frank Eyes Verlag 2007, ISBN 978-3-9811759-2-9
- City Palais Duisburg, Frank Eyes Verlag 2007, ISBN 978-3-9811759-1-2
- VDI-Haus Airport City Düsseldorf, Herausgeber Frank Eyes Verlag 2008
- Neubau der AachenMünchener, Frank Eyes Verlag 2010, ISBN 978-3-9811759-3-6
- Räume schaffen., Frank Eyes Verlag 2011, ISBN 978-3-9811759-4-3
- Die neue Hauptverwaltung von Xella, Herausgeber Xella Deutschland GmbH 2011
- Screenografien Serie 01 lumiére d´inondation éclipse, Frank Eyes Verlag 2013

## Veröffentlichungen
- Bilddokumentation in: Petra Maria Meyer (Hrsg.): Performance im medialen Wandel, Wilhelm Fink Verlag, München 2006, ISBN 3-7705-4315-7
- Titel und Rücktitel: Das Glück beginnt im Kopf, Pendo Verlag GmbH Zürich 2003, ISBN 3-85842-543-5
- Bildstrecke: Eine Republik rollt den Teppich aus, Deutscher Kunstverlag München Berlin, ISBN 978-3-422-02127-3
- Bildstrecke: Karneval Instandbesetzt, Edition Kultur Idee 2009, ISBN 978-3-00-029202-6
- Bildstrecke in: Verein zur Veranstaltung von Kunstausstellungen e.V.(Hrsg.): Die Grosse Kunstausstellung NRW Düsseldorf 2013, ISSN 0931-0908
- Bildstrecke in: 10 Jahre Künstler Loge Ratingen, Pagina Verlag GmbH, Goch, ISBN 978-3-944146-95-9
- Bildstrecke in: Düsseldorfer Künstler e.V. (Hrsg.): Freigang – Kunst im Knast, 2012
- Bildstrecke in: Schlösser für den Staatsgast – Schönhausen und Augustusburg, Verlag Sandstein Kommunikation, ISBN 978-3-95498-216-5

## Sammlungen
Werke von Ansgar Maria van Treeck befinden sich in zahlreichen Sammlungen:
- Kunstsammlung Gottfried Schulz
- Sammlung Schloss Augustusburg, Brühl (Permanente Ausstellung)
- Sammlung Stadt Düsseldorf
- diverse Privatsammlungen